# Еластичність (економіка)
Еластичність — міра зміни одної змінної (наприклад, попиту або пропозиції) до зміни іншої (наприклад, ціни або доходу). Показує, на скільки відсотків змінився перший показник при зміні другого на 1 %.
Автором ідеї еластичності попиту є англійський економіст Альфред Маршалл (1842-1924).

## Еластичність попиту
Еласти́чність попиту, коефіцієнт еластичності — вказує відносну зміну одного економічного показника за одиничної відносної зміни іншого показника, його детермінанта; відношення відсоткової зміни одного показника (функції %) до відсоткової зміни іншого показника (аргументу %)
Еластичність попиту — зміна попиту на даний товар під впливом економічних і соціальних факторів, зв'язаних зі зміною цін. Попит може бути еластичним, якщо процентна зміна його обсягу перевищує зниження рівня цін, і нееластичним, якщо ступінь зниження цін вище приросту попиту.
Тобто:
Εx(y)=(ΔY/Y)/(ΔX/X)
де Εx(y) — коефіцієнт еластичності
ΔY — зміна функції Y=f(X)
ΔX — зміна аргументу X
Зазначеним способом вимірюється середній коефіцієнт еластичності на відрізку.
В загальному випадку еластичність визначається як
{\displaystyle E_{x,y}=\left|{\frac {\partial \ln y}{\partial \ln x}}\right|=\left|{\frac {\partial y}{\partial x}}\cdot {\frac {x}{y}}\right|}.
Еластичність попиту буває трьох видів: E>1, E<1, E=1. При E>1 — це нормальні товари (продукти харчування, житло), при E<1 — високоеластичні товари (меблі, парфуми, книги — те, що купується рідко), при E=1 — низькоеластичні товари (основні продукти харчування, проїзд у громадському транспорті) .
Попит не діє:
1) Закон Гіффена: (товари для бідних) — картопля, хліб, макарони.
2) Престижні товари (ефект снобізму) — золото, коштовності, твори мистецтва.

## Еластичність попиту за ціною
Відповідно до закону попиту, споживачі при зниженні ціни будуть споживати більшу кількість продукції. Однак ступінь реакції споживачів на зміну ціни може значно варіюватися від продукту до продукту.
Економісти використовують концепцію цінової еластичності для визначення чутливості споживачів до зміни ціни продукції. Якщо невеликі зміни в ціні приводять до значних змін у кількості продукції, що купується, то такий попит називають відносно еластичним чи просто еластичним.

## Еластичність пропозиції за ціною
Еластичність пропозиції — ступінь зміни в кількості пропонованих товарів і послуг у відповідь на зміни в їх ціні. Процес зростання еластичності пропозиції в довгостроковому та короткостроковому періодах розкривається через поняття миттєвої, короткострокової і довгострокової рівноваги.
Коефіцієнт еластичності пропозиції — числовий показник, що відображає ступінь зміни кількості пропонованих товарів і послуг у відповідь на зміни в їх ціні.
Еластичність пропозиції залежить від:
- Особливості виробничого процесу (дозволяє виробнику розширити виробництво товару при підвищенні ціни на нього або переключитися на випуск іншого товару при зниженні цін);
- Тимчасового фактора (виробник не в змозі швидко реагувати на зміни цін на ринку);
- Залежить і від спроможності даного товару до тривалого зберігання.